# Abakangebergte
Het Abakangebergte (Russisch: Абаканский хребет, [Abakanski chrebet]) is een gebergte bestaand uit metamorf gesteente en maakt deel uit van de Zuid-Siberische gebergtes. De lengte bedraagt 300 kilometer, met een gemiddelde hoogte van 1400 toit 1700 meter en pieken tot 1984 meter. Het is tot 1500 meter hoogte grotendeels bedekt met taiga en daarboven door berg toendra (alpine toendra).
De bergrug vormt de zuidelijke grens van de Koeznetsk-depressie, waarbinnen het steenkoolgebied Koezbass ligt van oblast Kemerovo (grootste steenkoolgebied van Rusland). De bergrug vormt ook de waterscheiding tussen de stroomgebieden van de Abakan (waaraan de gelijknamige stad Abakan ligt), Tom en Lebed. Het vormt een zuidelijke uitloper van het Altaigebergte en van de Koeznetskse Alataoe.